# Armand Mattelart
Armand Mattelart, né le 8 janvier 1936 à Jodoigne en Belgique, est un chercheur et universitaire belgo-français. Essayiste et sociologue, il est l’auteur de nombreux ouvrages consacrés aux médias, à la culture et à la communication, plus spécialement dans leur dimension historique et internationale.

## Biographie
En 1962, il commence sa carrière universitaire à l'université pontificale catholique du Chili  à Santiago. Il y reste jusqu’à son expulsion en 1973, sous la dictature du Général Pinochet. Parallèlement à ses activités universitaires, il travaille comme expert en développement social dans le cadre du Programme des Nations unies pour le développement et la FAO.
Durant les trois années de la présidence de Salvador Allende (1970-73), il participe de près aux projets de réforme des médias. De retour à Paris, il tire, en collaboration avec Chris Marker, un documentaire étonnant, La Spirale, sur cette période de l'Unité populaire chilienne. Il gardera toujours une relation particulière avec le sous-continent sud-américain, et fera de nombreux aller-retours au-dessus de l'Atlantique (nombreuses conférences et travaux avec les universités d'Argentine, Brésil et Mexique). 
Entre 1976 et 1980, il est professeur associé à l'université Paris VII et à l'université Paris VIII.
En 1981, il est expert auprès des Nations unies.
En 1982, il copréside, avec Yves Stourdzé, une Mission interministérielle d’évaluation des recherches françaises dans le domaine des sciences sociales concernant la technologie, la culture et la communication.
En 1983, commandité par le ministère de la Culture français, il préside une mission sur l’« espace audiovisuel latin » placée sous le patronage de l’écrivain colombien Gabriel García Márquez.
Il est professeur en sciences de l'information et de la communication de 1983 à 1997 à l'université de Rennes II et, de 1997 à 2005 à l’université Paris VIII.
Depuis 2003, il est le président de l'Observatoire français des médias.
En 2005, il est l'un des signataires du Manifeste de Porto Alegre.

## Distinctions
- 2007. Docteur honoris causa de l'université autonome du Nuevo León
- 2011. Docteur honoris causa de l'université nationale de Córdoba (Argentine) [4]
- 2014. Docteur honoris causa de l'université de Valladolid (Espagne) [5]
- 2015. Docteur honoris causa de l'université de La Havane (Cuba) [6]

## Publications
Les ouvrages ont été édités en plusieurs langues. Plus d’une quinzaine ont ainsi été traduits en anglais et une vingtaine en espagnol.
- 1965. La Problématique du peuplement latino-américain, avec Michèle Mattelart, Paris, Éditions universitaires.
- 1967. Géopolitique du contrôle des naissances, Paris, Éditions universitaires.
- 1974. Mass Media, idéologies et mouvement révolutionnaire (Chili 1970-1973). Paris, Anthropos.
- 1976. Multinationales et système de communication. Paris, Anthropos.
- 1977. Donald l'imposteur, avec Ariel Dorfman, Paris, Alain Moreau.
- 1979. De l'usage des médias en temps de crise, avec Michèle Mattelart, Paris, Alain Moreau.
- 1980. Télévision: enjeux sans frontières, avec Jean-Marie Piemme, Grenoble, PUG.
- 1982. Technologie, culture et communication. Rapport au Ministre de la recherche et de l’industrie. avec Yves Stourdzé, Paris, La documentation française.
- 1983. L'Ordinateur et le tiers-monde, avec Hector Schmucler, Paris, François Maspero.
- 1984. La Culture contre la démocratie ? L'audiovisuel à l'heure transnationale, avec Michèle Mattelart et Xavier Delcourt. Paris, La Découverte.
- 1986. Penser les médias, avec Michèle Mattelart. Paris, La Découverte.
- 1989. L'internationale publicitaire. Paris, La Découverte.
- 1990. La publicité. Paris, La Découverte (coll. Repères).
- 1992. La Communication-monde, Paris, La Découverte. Poche, 1999.
- 1992. Les Amériques latines en France, avec Jacques Leenhardt, Pierre Kalfon et Michèle Mattelart, Paris, Gallimard, coll. « Découvertes Gallimard Albums ».
- 1994. L'invention de la communication. Paris, La Découverte. Poche, 1996.
- 1995. Histoire des théories de la communication, avec Michèle Mattelart. Paris, La Découverte (coll. Repères).
- 1996. La mondialisation de la communication. Paris: PUF (coll. Que sais-je).
- 1999. Histoire de l'utopie planétaire. De la cité prophétique à la société globale, Paris, La Découverte. Poche, 2000.
- 2001. Histoire de la société de l'information. Paris, La Découverte (coll. Repères).
- 2003. Introduction aux Cultural Studies, avec Érik Neveu. Paris, La Découverte (coll. Repères).
- 2005. Diversité culturelle et mondialisation. Paris, La Découverte, (coll. Repères)  (ISBN 2-7071-4488-6)
- 2007. La globalisation de la surveillance, La Découverte. Poche, 2008.
- 2010. Pour un regard-monde. Entretiens avec Michel Sénécal, La Découverte.
- 2014. Le profilage des populations : Du livret ouvrier au cybercontrôle avec André Vitalis, Éditions La Découverte

## Filmographie
- 1975. La spirale (en coll. avec Valérie Mayoux, Jacqueline Meppiel et Chris Marker). Betacam SP, coul. + n&b, 155 min, v.o. espagnole et française. Production: Galatée Films, Paris.